# Gentil-Haus

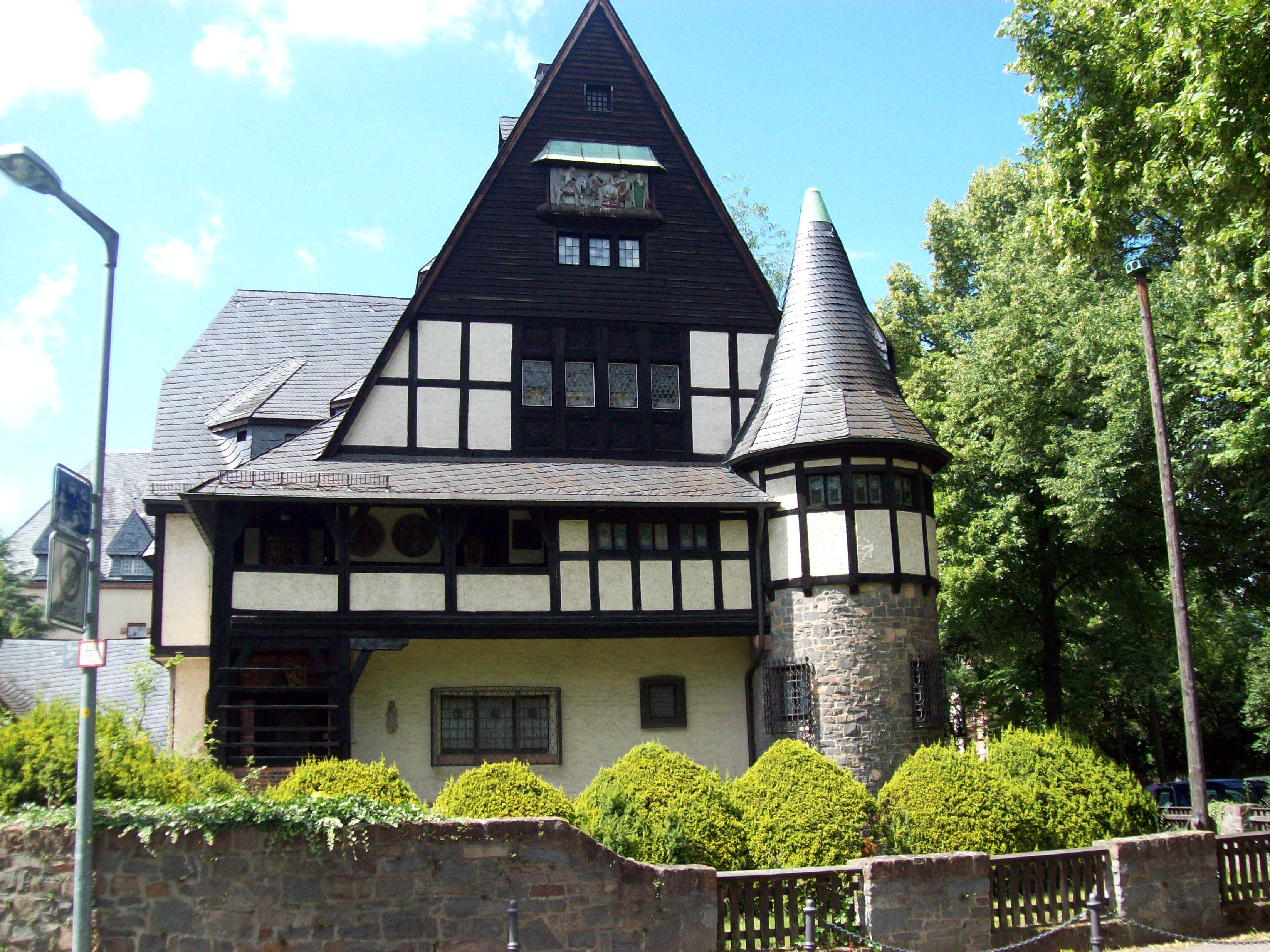
Das Gentil-Haus, erbaut 1923/24

Das Gentil-Haus, auch Gentilhaus, Haus Gentil, ist ein Museum der Stadt Aschaffenburg und enthält die Sammlungen des Industriellen und Kunstsammlers Anton Gentil. Es befindet sich in der Grünewaldstraße 20.

## Gebäude
Anton Gentil begann schon früh mit dem Sammeln von Kunstwerken. Bei der Fertigstellung seines großzügigen Wohnhauses in der Lindenallee 26 in Aschaffenburg war seine Sammlung schon „ziemlich reichhaltig“, so dass er nicht alles präsentieren konnte. Er kaufte das Grundstück gegenüber in der Grünewaldstraße 20 und baute 1923/24 ein Haus nur für die Kunst. Dort brachte er seine Kunstsammlungen unter. Er schmiedete, schreinerte, schnitzte und goss die komplette Innenausstattung des Hauses. 22 unterschiedliche Decken- und Wandlampen wurden von ihm entworfen. Schwere, massige Hängelampen aus durchbrochenen Metallplatten und -reifen wurden zusammengeschweißt und zeichnen malerische und geheimnisvolle Schattenspiele in den Raum. Sein Freund, der Bildhauer und Maler Ludwig Eberle, trug mit eigenen Entwürfen und Arbeiten zur Innengestaltung des Gentilhauses bei. 
Das Gentilhaus besteht aus einer großen gemauerten Halle, von ihr führt eine Treppe in die höherliegenden Stockwerke mit Galerien. Im Erdgeschoss befinden sich neben einer Küche sein Wohnraum mit Schlafalkoven und eine Kapelle. In den oberen Geschossen sind weitere Schlafalkoven zu finden. Durch die kleinen und zum Teil von ihm selbst bemalten Fenster dringt wenig Licht in das Gebäude, so dass es im Inneren recht dunkel ist. Das wird durch die dunklen Holzdecken noch verstärkt.
Das Haus ist über und über mit Gemälden und Skulpturen etc. ausgestattet, die nach Gentils Geschmack die einzelnen Räume zieren. Dabei hat er sowohl Kunstrichtungen wie auch Kunststile beliebig gemischt. 
Es gibt in dem Haus Räume mit esoterischen Anklängen und im „Reliquienzimmer“ alte Holzstatuen, christlichen Altarschmuck neben Zeugnissen der buddhistischen Religion, immer wieder „Altäre“ mit Buddhas und eine eingebaute Orgel.

## Kunstsammlung
In etwa fünfzig Jahren Sammlertätigkeit hat Anton Gentil nahezu 2000 Objekte erworben. 

### Mittelalterliche Altäre und Bildwerke
Kruzifixus – Holz – Kloster Lorsch – 12. Jahrhundert, Stehende Madonna mit Kind – Holz – französisch – Anfang 13. Jahrhundert, Gnadenstuhl – Holz – deutsch – 14. Jahrhundert, Madonna auf der Mondsichel – Holz – Salzburg um 1470, Abendmalsaltar aus Ering am Inn – Holz – Ende des 15. Jahrhunderts mit einer modernen Umrahmung von Hans Frey (1924/25 geschnitzt), Flügelaltar, fränkisch (aus der Schule von Veit Stoß) – um 1520 (Mittelteil, Maria mit Kind, flankiert von Johannes dem Täufer, und Johannes (Evangelist), als vollplastische Figuren, auf den Seitenflügeln, halbplastisch, Anna selbdritt (die Mutter Mariens mit Tochter und dem Jesusknaben auf dem Arm), sowie eine weibliche Heilige, die Seitenflügel außen sind bemalt mit der heiligen Katharina von Alexandrien und der heiligen Margareta von Antiochia).

### Ostasiatische Plastik
Simhanada Avalokiteshvara – Chinesisch – Guanyin, Yuan (–1368) oder frühe Ming-Zeit (1368–1644), Stehender Buddha auf massivem Bronzesockel, vergoldet – Thailand – 19. Jahrhundert.

### Altdeutsche und altniederländische Malerei
Herkules bei Omphale – Öl auf Holz – Lucas Cranach d. Ä. (Werkstatt) – um 1535, mit einem Flammleisten-Rahmen aus dem 17. Jahrhundert. Triptychon – niederländisch – frühes 16. Jahrhundert; Mittelteil, Pieta (Maria mit dem toten Sohn) Johannes stützt den Leichnam im Hintergrund das Felsengrab und eine Gruppe Frauen, Seitenflügel heilige Helena (Mutter Konstantins des Großen) mit dem aufgefundenen Kreuz und heiliger Christophorus.

### Gemälde des 16. bis 18. Jahrhunderts
Venus und Cupido – Öl auf Holz gemalt – Dirk de Quade van Ravesteyn (zugeschrieben) – um 1600. Adam und Eva (Sündenfall) – auf Holz – Antwerpen – um 1600.

### Plastik des 19. und 20. Jahrhunderts
Constantin Meunier – Bergarbeiterin – Bronzeplastik – um 1885, Hermann Hahn – Adam mit dem Apfel – Bronzestatuette – 1895, Ludwig Eberle – Die Wasserträger (Anton Gentil stand Modell) – Bronze – um 1916, Otto Gentil – Junger Reiter – Bronzeplastik – 1946, Der heilige Georg zu Pferd als Drachentöter, Johannes der Täufer.

### Gemälde des 19. und 20. Jahrhunderts
Fritz Boehle – Selbstbildnis – um 1896, Hugo König – Mädchen vor blühenden Zweigen – 1899, Franz von Stuck – Medusa – um 1892, Bachantin – 1905, Curt Ullrich – Dame mit Hut – 1904, Hugo von Habermann – Die Bürde – 1905. Otto Flechner – Bettlerin – um 1909, Ivan Thiele  Kopf einer Bretonin – 1908,

### Kunsthandwerk und Volkskunst
Steinzeug aus dem Rheinland und dem Westerwald – 16. bis 18. Jahrhundert, Keramik vom Niederrhein – 18. und 19. Jahrhundert, Fayence aus Persien – 17. Jahrhundert, deutsche Fayencen aus dem 18. Jahrhundert, bemalte Flaschen – 18. Jahrhundert.
Gentil besaß auch einige Graphiken aus dem frühen 16. Jahrhundert, Lucas Cranach d. Ä. – Martyrium des Hl. Jakobus der Jüngere – um 1512. 
Von großen und bekannten Werken berühmter Künstler stellte er selbst Abgüsse her.
Von der Aschaffenburger Künstlerin Kathi Hock (1896–1979), Tochter des Malers und Aschaffenburger Ehrenbürgers Adalbert Hock (1866–1949), ließ er sich eine Krippe schnitzen, die Kulissen gestaltete und bemalte er selbst. Glanzstück ist die "Lienzer Krippe" aus Osttirol mit fast 500 Figuren 12 cm hoch aus Zirbel- und Lindenholz geschnitzt und farbig gefasst. Mit den dazugehörigen Gebäuden und Kulissen konnten die Szenen, Christi Geburt, Beschneidung, Heilige drei Könige, Hochzeit zu Kana, der zwölfjährige Jesus im Tempel und die Tempelreinigung nachgestellt werden. Die Krippe wurde im Krieg schwer beschädigt und wird zurzeit restauriert.
1929 ließ er die Welte-Mignon-Philharmonie-Orgel vom Typ III–IV einbauen. Der Spieltisch ist sowohl für Handspiel als auch für automatischen Betrieb eingerichtet. Die Orgel im Gentil-Haus hat keinen Orgelprospekt, das Orgelwerk ist mit seinen 520 Pfeifen unsichtbar in Höhe des mittleren Niveaus der Halle eingebaut. 
Die Orgel hat folgende Disposition:
| I Manual C–c4 |               |    |            |
| 1.            | Principal     | 8′ |            |
| 2.            | Flöte         | 8′ |            |
| 3.            | Vox coelestis | 8′ |            |
| 4.            | Flöte         | 4′ | [ Anm. 1 ] |
| 5.            | Fagott        | 8′ | [ Anm. 2 ] |

| II Manual C–c4 |                   |     |            |
| 6.             | Flöte             | 8′  | [ Anm. 3 ] |
| 7.             | Horn (g–c4)       | 8′  |            |
| 8.             | Vox coelestis     | 8′  | [ Anm. 4 ] |
| 9.             | Viola             | 8′  |            |
| 10.            | Clarinette (g–c4) | 16′ |            |
| 11.            | Oboe              | 8′  |            |
| 12.            | Vox humana        | 8′  |            |
| 13.            | Harfe (G–c4)      | 16′ |            |

| Pedal C–c1 |           |     |            |
| 14.        | Subbass   | 16′ | [ Anm. 1 ] |
| 15.        | Oktavbass | 4′  | [ Anm. 5 ] |

- Koppel: II/II Superoktavkoppel
- Spielhilfen: Vox humana Echo (Schwellkasten), Tremolo zu Vox humana, freie Kombination, Tutti, Registerschweller, Jalousieschweller

Anmerkungen
1. 1 2  Extension aus Nr. 2
2. ↑  C–h Transmission aus Nr. 11, c1–c4 Transmission aus 10
3. ↑  Transmission aus Nr. 2
4. ↑  Transmission aus Nr. 3
5. ↑  Transmission aus Nr. 1

Musikrollen von Beethoven- und Schubert-Symphonien, -Sonaten, und -Liedern, Verdi- und Wagner-Opern und -Serenaden und von Anton Gentils Lieblingsstücken „Die Ehre Gottes aus der Natur“ von Ludwig van Beethoven, „Samson und Dalila“ von Camille Saint-Saëns u. v. a. sind vorhanden.
Das Gentil-Haus ist mit Führung zu besichtigen, einige Kunstwerke werden im Stiftsmuseum der Stadt Aschaffenburg „aus der Sammlung Gentil“ präsentiert.